# P-18
P-18 – radziecki wojskowy radar obserwacyjny.

## Historia
Radar P-18 „Laura” jest wersją rozwojową starszego systemu P-12. Został opracowany w Biurze Projektowym SKB (obecnie NNIIRT) w Gorki pod kierunkiem E. W. Bukwałowa i wszedł do służby w 1970 roku, po zakończeniu programu testów państwowych.

Uzupełnieniem P-18 jest system identyfikacji swój/obcy 1L22 Parol, który wszedł do służby w 1979 r. W przeciwieństwie do wcześniejszych systemów, nowy interrogator transportowany jest na oddzielnej ciężarówce.

P-18 był eksportowany do wielu państw i do dzisiaj pozostaje w służbie. NNIIRT oferuje dla niego pakiety modernizacyjne, obejmujące instalację cyfrowego nadajnika i odbiornika, systemu automatycznego filtrowania zakłóceń, a także systemy cyfrowej obróbki sygnału i diagnostyczne współpracujące z komputerem klasy PC. W zależności od kraju pochodzenia i producenta zmodernizowane P-18 są nazywane P-18M, P-18-1 lub P-18-2. Modernizacje radarów P-18 oferuje także rosyjsko-białoruska firma JSC Defense Systems.

W 1984 r. P-18 został zastąpiony przez radar 1L13 Nebo.

## Opis konstrukcji

### Elementy systemu
W skład zestawu P-18 wchodzą:

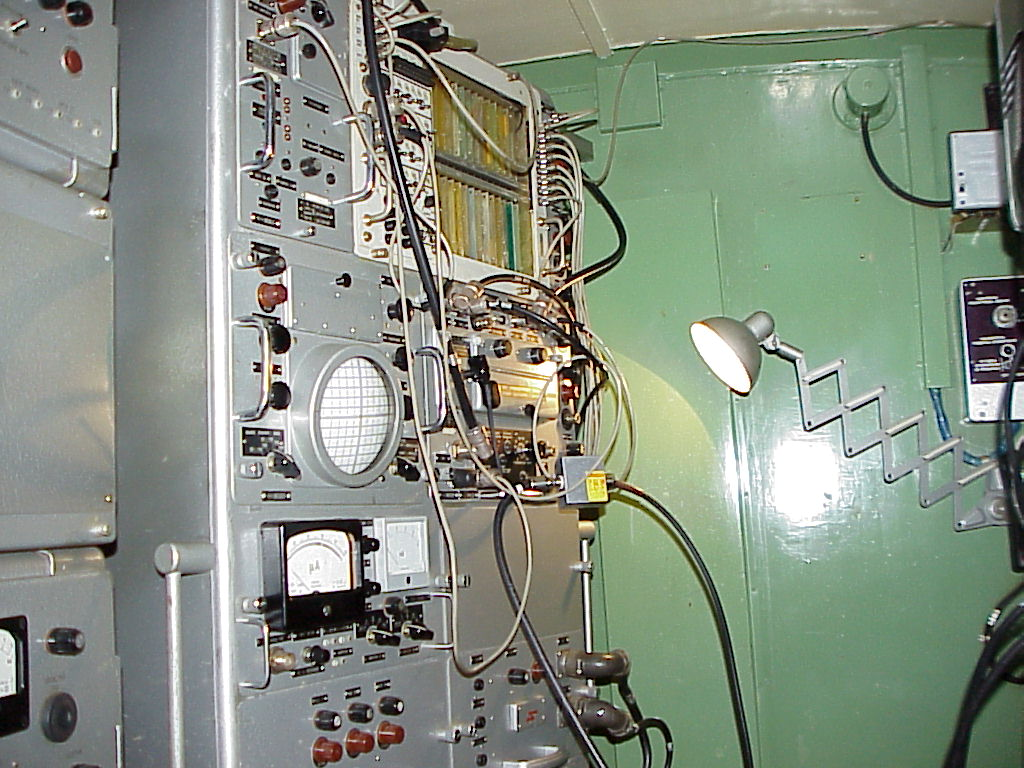
zmodernizowany odbiornik P-18 z cyfrowym modułem oznaczania celu ruchomego (na górze po lewej)

- Kabina operatorów na ciężarówce Ural-375
- antena na ciężarówce Ural-375
- dwie przyczepy PS-1 i PS-2 z generatorami elektrycznymi GAD-16
- system identyfikacji swój/obcy NRS-12 lub 1L22 (1Л22)

System posiada wysoki poziom autonomii, oraz możliwość konserwacji i napraw w warunkach polowych.

### Budowa stacji radarowej
P-18 posiada wiele cech wspólnych z wcześniejszym P-12NA, jednak w porównaniu z P-12 cechuje się większym zasięgiem, dokładnością i niezawodnością.
Radar może pracować niezależnie, lub w ramach zautomatyzowanego systemu dowodzenia i kierowania, gdzie służy do wskazywania celów dla baterii rakiet przeciwlotniczych. Pojedyncza antena P-18 odpowiada za nadawanie i odbiór sygnału. Składa się ona z szesnastu anten  Yagi zamontowanych w dwóch rzędach po 8. Zmiana wysokości i kąta podniesienia anteny może odbywać się w czasie pracy radaru. Skanowanie w azymucie odbywa się przez mechaniczny obrót anteny z częstotliwością 10 obr./min. Wskazania radaru są wyświetlane na dwóch wskaźnikach sytuacji poziomej (plan position indicator) i zapasowym analogowym oscyloskopowym wskaźniku odległości (A-Scope). Radar posiada możliwość automatycznej zmiany częstotliwości z czterema predefiniowanymi częstotliwościami, zwiększający odporność na zakłócenia pasywne i aktywne system oznaczania celu ruchomego (moving target indicator), oraz możliwość wyświetlania celów wykrytych przez inny radar.

Oryginalny P-18 posiadał nadajnik oparty na koncentrycznych wnękach rezonansowych, odbiornik zbudowany na lampach próżniowych, tranzystorowy przedwzmacniacz oraz lampowo-diodowy duplekser.
Jako interrogatora do identyfikacji swój/obcy używano NRS-12, lub późniejszego 1L22 Parol.

### Obsługa
Obsada P-18 składa się z pięciu żołnierzy, przy czym do obsługi systemu potrzeba czterech, tak więc możliwa jest praca całodobowa w systemie zmianowym. Rozwinięcie P-18 trwa 50 minut. kolejne 3 minuty potrzebne są na rozgrzanie lamp próżniowych. Przywrócenie zestawu do położenia marszowego zajmuje 45 minut. Jeden z dwóch wskaźników sytuacji poziomej jest przenośny, dzięki czemu radar może być obsługiwany zdalnie, z odległości do 500 m. Do ustalenia wysokości wykrytego obiektu potrzebny jest dodatkowy wysokościomierz, n.p.: PRW-9, lub PRW-16. Dla zwiększenia odporności na zakłócenia i zakresu wykrywanych celów P-18 zazwyczaj pracuje w ugrupowaniu z innymi radarami, takimi jak P-19, lub P-40. Pasmo, w którym pracuje P-18 sprzyja wykrywaniu samolotów o cechach stealth.

## Użytkownicy

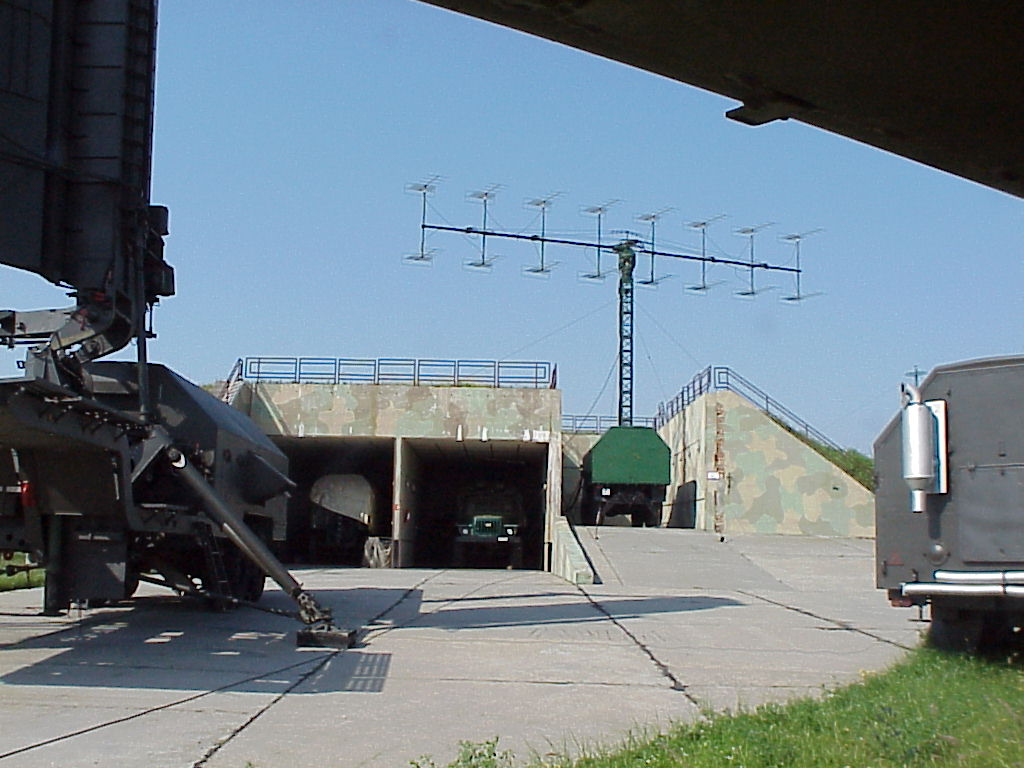
Radar P-18 na Węgrzech

P-18 był używany przez ZSRR od 1971 roku. Po rozpadzie Związku Radzieckiego radary zostały przejęte przez nowo powstałe państwa. Wiele obecnie używanych P-18 zostało zmodernizowanych.
- ZSRR – przejęte przez Rosję i byłe republiki
- Bułgaria
- Czechy – użyte podczas ćwiczeń NATO „Flying Rhino” 1999
- Egipt
- Finlandia – występuje pod nazwą „Maalinosoitustutka 2”, używany do naprowadzania artylerii przeciwlotniczej i baterii S-125 Newa/Peczora[6].
- Gruzja
- Kazachstan – zmodernizowane przez Aerotechnica MLT[7]
- Korea Północna
- Kuba
- Łotwa
- Polska – używane pod nazwą „Laura” m.in. w zestawie PZR S-125SC NEWA
- Rumunia[8]
- Serbia
- Węgry – modernizowane przez HM Arzenal od 2000 r.[9].

## Użycie bojowe
P-18 był używany w licznych konfliktach na Bliskim Wschodzie, w Europie i Azji. Jego unikalną cechą jest możliwość wykrywania samolotów stealth. Ukształtowanie i materiały pokrycia płatowców takich samolotów są mniej skuteczne w rozpraszaniu fal elektromagnetycznych w paśmie metrowym niż fal centymetrowych czy milimetrowych. Wykorzystanie P-18 podczas wojny domowej w Kosowie przyczyniło się do zestrzelenia trudno wykrywalnego bombowca F-117 Nighthawk.